# Maxon Motor
maxon motor es un fabricante de motores de alta precisión de hasta 500 W. La compañía crea motores DC, motores brushless, servomotores, reductoras, encoders, y electrónicas de control.

## Productos
La compañía desarrolló y patentó un nuevo tipo de motor eléctrico ironless, es decir con rotor hueco o rotor sin hierro. Sus motores están disponibles sin escobillas, brushless o con escobillas de grafito o de metal precioso. Dentro de su gama de motores brushless DC cuentan con motores planos para su uso en espacios pequeños. Los tipos de reductoras de los que disponen son: reductoras de engranajes rectos, reductores planetarios, componentes de cerámica, (dióxido de zirconia y alúmina) o metales moldeables por inyección. La empresa ofrece combinaciones de motor con reductoras para aplicaciones en condiciones extremas de temperatura, presión y durabilidad al igual que combinaciones de motor con reductoras esterilizables para su uso en el campo médico. Además ofrece una gama de encoders y varios programas de electrónicas de control.

## Sectores
La empresa está especializada en soluciones personalizadas de motores para cada cliente. Fabrica más de 5 millones de motores al año, con 12 000 opciones diferentes. Sus principales sectores son la tecnología sanitaria o tecnología médica, robótica, automatización industrial, seguridad, pruebas y medición, telecomunicaciones, industria automovilística, y tecnología aeroespacial.
maxon motor se hizo conocida al público en general cuando sus productos fueron elegidos por la NASA para los proyectos en Marte de los robots Sojourner, Spirit y Opportunity.

## Localizaciones
Las oficinas centrales de Maxon Motor junto con la fábrica están en Sachseln, en el cantón suizo de Obwalden. La empresa le da nombre a la estación de tren de Ewil Maxon, a pie de fábrica y tiene trenes frecuentes a la ciudad de Lucerna.
Además de su fábrica de Sachseln, Maxon Motor tiene otras instalaciones de producción en Sexau en Alemania, Veszprém en Hungría y en la ciudad de Sejong en Corea del Sur. Hay sedes comerciales en Suiza, Alemania, Reino Unido, Estados Unidos de América, Australia, España, Italia, Benelux, India, Japón, China, Taiwán y Corea del Sur, además de distribuidores o agentes en muchos otros países.